# Liliane Miannay
Liliane Miannay po mężu Sprécher, później Lazare (ur. 20 maja 1926 w Amiens, zm. 2 kwietnia 2019 w Paryżu) – francuska lekkoatletka, sprinterka, medalistka mistrzostw Europy z 1946.
Zdobyła srebrny medal w sztafecie 4 × 100 metrów na mistrzostwach Europy w 1946 w Oslo. Sztafeta francuska biegła w składzie: Claire Brésolles, Monique Drilhon, Miannay i Léa Caurla.
Wystąpiła na igrzyskach olimpijskich w 1948 w Londynie, gdzie odpadła w półfinale biegu na 200 metrów i w eliminacjach sztafety 4 × 100 metrów.
Była mistrzynią Francji w biegu na 60 metrów w 1945 i 1952 oraz w biegu na 200 metrów w 1944 i 1948, wicemistrzynią w biegu na 100 metrów w 1945 i 1946 oraz brązową medalistką w biegu na 100 metrów w 1948, w biegu na 200 metrów w 1949, w rzucie dyskiem w 1944 i w pięcioboju w 1945.
Czterokrotnie poprawiała rekord Francji w sztafecie 4 × 100 metrów doprowadzając go do czasu 47,6 s (15 sierpnia 1948 w Colombes).